# Mameyes II (Río Grande)
Mameyes II es un barrio ubicado en el municipio de Río Grande en el estado libre asociado de Puerto Rico. En el Censo de 2010 tenía una población de 2732 habitantes y una densidad poblacional de 96,87 personas por km².
También hay un barrio Mameyes I, parte de Luquillo, al este. El límite entre los dos está formado por el Río Mameyes.

## Geografía
Mameyes II se encuentra ubicado en las coordenadas 18°20′0″N 65°46′3″O / 18.33333, -65.76750. Según la Oficina del Censo de los Estados Unidos, Mameyes II tiene una superficie total de 28.2 km², de la cual 27.54 km² corresponden a tierra firme y (2.36%) 0.67 km² es agua.

## Demografía
Según el censo de 2010, había 2732 personas residiendo en Mameyes II. La densidad de población era de 96,87 hab./km². De los 2732 habitantes, Mameyes II estaba compuesto por el 67.09% blancos, el 19.88% eran afroamericanos, el 0.51% eran amerindios, el 0.04% eran asiáticos, el 8.78% eran de otras razas y el 3.7% pertenecían a dos o más razas. Del total de la población el 98.1% eran hispanos o latinos de cualquier raza.